# Кротов, Борис Андреевич
Бори́с Андре́евич Кро́тов (20 июля [1 августа] 1898, Чириково, Симбирская губерния — 22 августа 1941, Сурско-Литовское, Днепропетровская область) — майор, командир 134-го кавалерийского полка 28-й кавалерийской дивизии Резервной армии Южного фронта. Первый в годы Великой Отечественной войны кавалерист, удостоенный звания Героя Советского Союза.

## Биография
Родился 20 июля (1 августа) 1898 в селе Чириково (ныне — Кузоватовский район Ульяновской области) в семье рабочего. Русский.
В 1914 году окончил семь классов, работал на патронном заводе в Симбирске.
В Красной гвардии с 1917 года, в Красной Армии с 1918 года. Участник Гражданской войны. С 1924 по 1934 служил в войсках ОГПУ и пограничных войсках. Член ВКП(б) с 1927 года. В 1928 году окончил пехотную школу, в 1938 году — Военную академию имени М. В. Фрунзе. В декабре 1938 определён в кадры Красной Армии и назначен преподавателем тактики Тамбовского кавалерийского училища.
С июля 1941 командир 134-м полка 28-й кавалерийской дивизии 6-й армии. С августа 1941 года на фронте Великой Отечественной войны. Принимал участие в обороне Днепропетровска. В августе 1941 года в районе Краснополья со своим полком прикрывал отход за реку Днепр частей дивизии. Умело организовал оборону, отразил многочисленные атаки вражеской пехоты и танков. 20−22 августа 1941 года полк Кротова оборонял главное направление до Литовского шоссе, отбивая неоднократные атаки противника, нанося ему значительные потери и ведя бой в полуокружении танковыми частями врага. 22 августа 1941 года в бою у села Сурско-Литовское лично подорвал гранатой немецкий танк, при этом был тяжело ранен, но оставался в строю. От полученных ран скончался вечером того же дня.
Похоронен в городе Днепропетровске, на воинском кладбище «на Развилке».

## Награды
- Указом Президиума Верховного Совета СССР 9 ноября 1941 года за умелое командование, проявленное мужество и героизм, образцовое выполнение боевых задач в борьбе с немецко-фашистскими захватчиками майору Кротову Борису Андреевичу посмертно присвоено звание Героя Советского Союза.
- Награждён орденом Ленина (9.11.1941, посмертно).

## Память
- В Днепропетровске именем Бориса Андреевича Кротова названа улица в Бабушкинском районе, а в мае 1979 года на перекрёстке улиц Инженерной и им. Гладкова на месте боёв в районе Шинного завода установлен памятник-бюст[1].
- В Днепропетровске именем Бориса Андреевича Кротова назван микрорайон находящийся между Краснопольем и Мирным.
- В Ульяновске имя Б. А. Кротова выбито на Обелиске Славы.
- На Аллее Славы у ДК имени 1-го Мая (Ульяновск) в 2016 году установлен бюст «Герою Кротову Б. А.».
- Общеобразовательная школа в с. Чириково носит его имя[2].
- Имя Бориса Андреевича Кротова нанесено на стелу «Герои-володарцы» Памятника погибшим воинам-володарцам в городе Ульяновск.

## Галерея

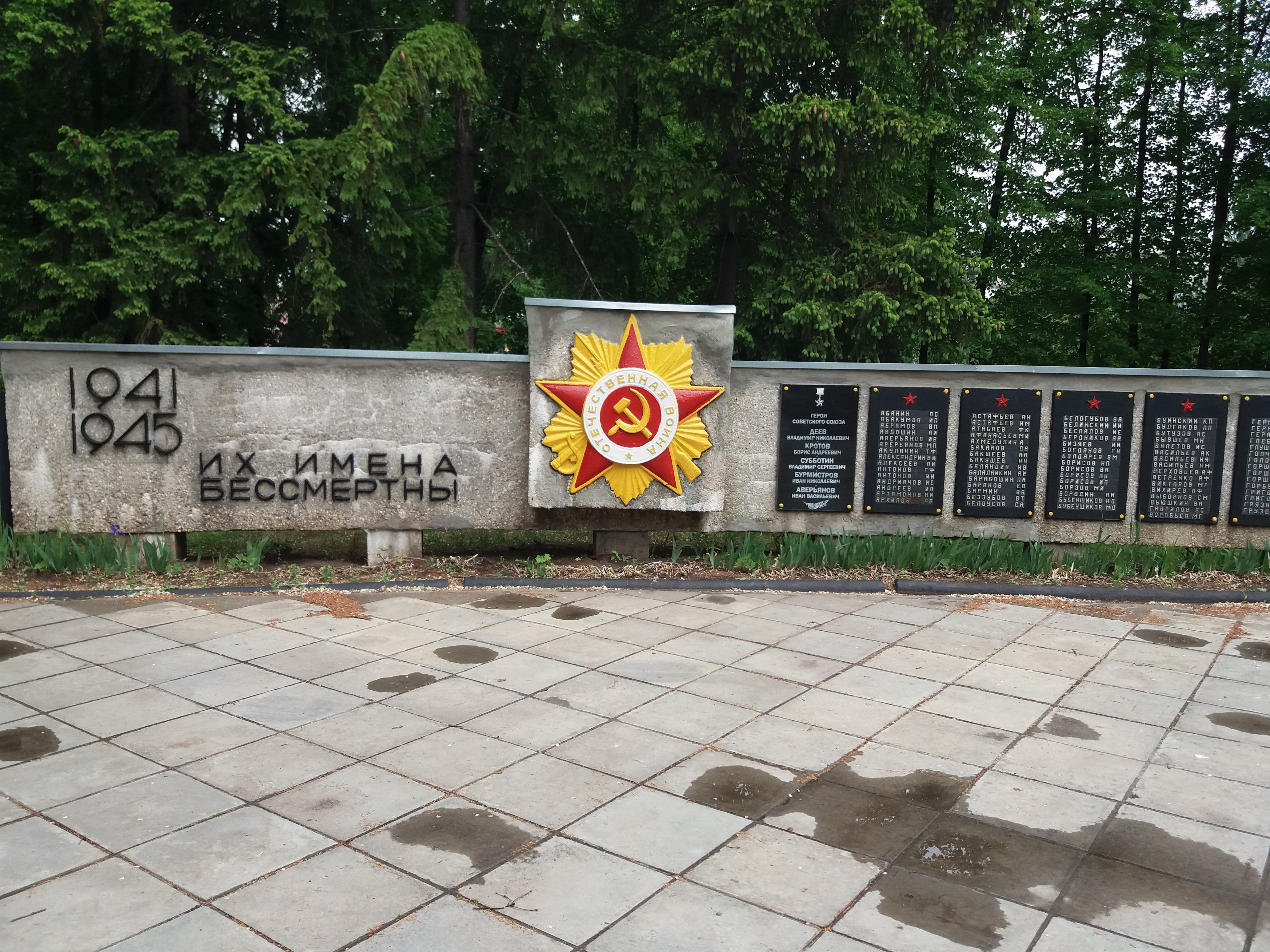
Стела "Герои-володарцы"
Бюст Борису Кротову на 12-м квартале в Днепре
Бюст «Герою Кротову Б. А.» в Ульяновске
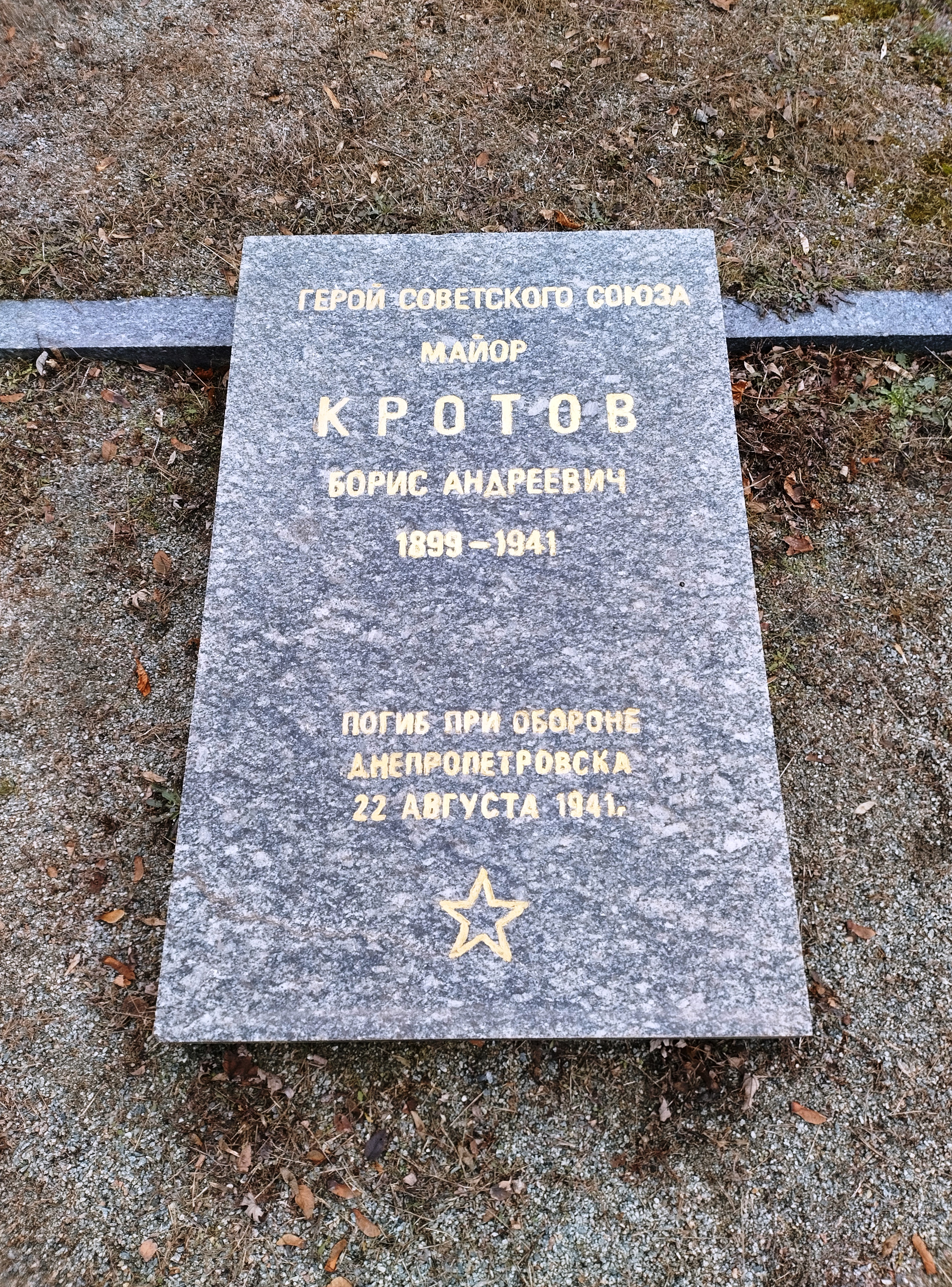
Могила Бориса Кротова в парке "40-летия освобождения Днепропетровска от немецко-фашистских захватчиков" в Днепре
Торжественная стена (Обелиск Славы, Ульяновск).